# Holcocera vestaliella
Holcocera vestaliella é uma espécie de mariposa do gênero Holcocera pertencente à família Coleophoridae.